# Bernhard Lamel
Bernhard Lamel (* 7. November 1971 in Wien, Österreich) ist ein österreichischer Mathematiker und Professor für Mathematik an der Fakultät für Mathematik der Universität Wien.
Er studierte an der Universität Wien und der University of California, San Diego und war wissenschaftlich an seiner Heimatuniversität sowie an der Königlich Technischen Hochschule Stockholm und der University of Illinois at Urbana-Champaign tätig. 2006 wurde er an der Universität Wien für Mathematik habilitiert. Im Jahr 2007 gewann er den START-Preis des FWF und den Förderungspreis der Österreichischen Mathematischen Gesellschaft. Seit 2011 ist er assoziierter Professor und seit 2017 Professor an der Universität Wien. 2013 wurde er als Mitglied in die Junge Kurie der Österreichischen Akademie der Wissenschaften aufgenommen.
Lamel gehört der Arbeitsgruppe Komplexe Analysis an der Fakultät an. In seiner Forschung widmet er sich der CR-Geometrie.